# Констанца Сицилийская (догаресса)
Констанца Сицилийская (итал. Constanza di Sicilia; fl. 1220), — сицилийская принцесса и догаресса Венеции, жена дожа Пьетро Дзиани (пр. 1205—1229).
Констанца была дочерью Танкреда, короля Сицилии, и Сибиллы Ачерры. Её отец умер в 1194 году, а брат был свергнут позднее в том же году Генрихом VI, императором Священной Римской Империи, который также захватил Констанцу, её мать и двух сестёр.
Констанца вышла замуж за дожа Пьетро Дзиани в 1213 году, после смерти его бывшей догарессы Марии Баседжио. Этот брак был заключён по предложению дожа в качестве подтверждения и возобновления Венецианского договора между Сицилией и Венецией, который был заключён отцом Пьетро Зиани, дожем Себастиано Дзиани и Вильгельмом II Добрым, предшественником отца Констанцы на троне Сицилии. Это был первый случай, когда венецианский дож женился на принцессе со времён Феодоры Анны Дукини Сельво, вышедшей замуж за дожа в 1075 году.
Она описывалась как красивая и достойная «женщина с выдающимися способностями и честолюбием», хорошо подходившая для роли супруги честолюбивого дожа. Палацци следующим образом охарактеризовал её:
«Будучи королевой по рождению, догарессой Венеции по браку, она демонстрировала все признаки своего королевского положения (она была также герцогиней калабрийской). И её высокое происхождение, равно как и красота, возвышали её над всеми мелкими завистями».
О ней говорили, что на все жалобы на себя или своего супруга она отвечала словами: «Я не имею к вам никакого отношения!» Брак между Констанцей и Дзиани описывался как счастливый. У Пьетро Дзиани был только один ребёнок в первом браке — сын, который умер ещё ребёнком, но во втором браке у него появилось трое детей: Марко, Маркезина и Мария.
Существуют три версии о смерти Констанцы. Одна из них утверждает, что она погибла во время землетрясения 1220 года. Вторая гласит, что она внезапно скончалась в 1228 году, и что дож воспринял это так тяжело, что отрёкся от власти и вскоре тоже умер. Согласно же третьей версии, она была ещё жива, когда Пьетро Дзиани покинул свой пост в 1229 году, и что они жили мирной жизнью в течение нескольких лет в уединении в своём дворце на Санта-Джустине.
В 1242 году её сестра Вальдрада Сицилийская стала догарессой, выйдя замуж за преемника её мужа.